# Ананасовая булочка
«Ананасовая» булочка (кит. трад. 菠蘿包; англ. Pineapple bun) — вид сладкой булочки, популярный преимущественно в Гонконге, также распространенной в китайских городах по всему миру. Несмотря на название, традиционно булочка не содержит ананас. Название отсылает к текстуре теста, напоминающей текстуру ананаса.

## История

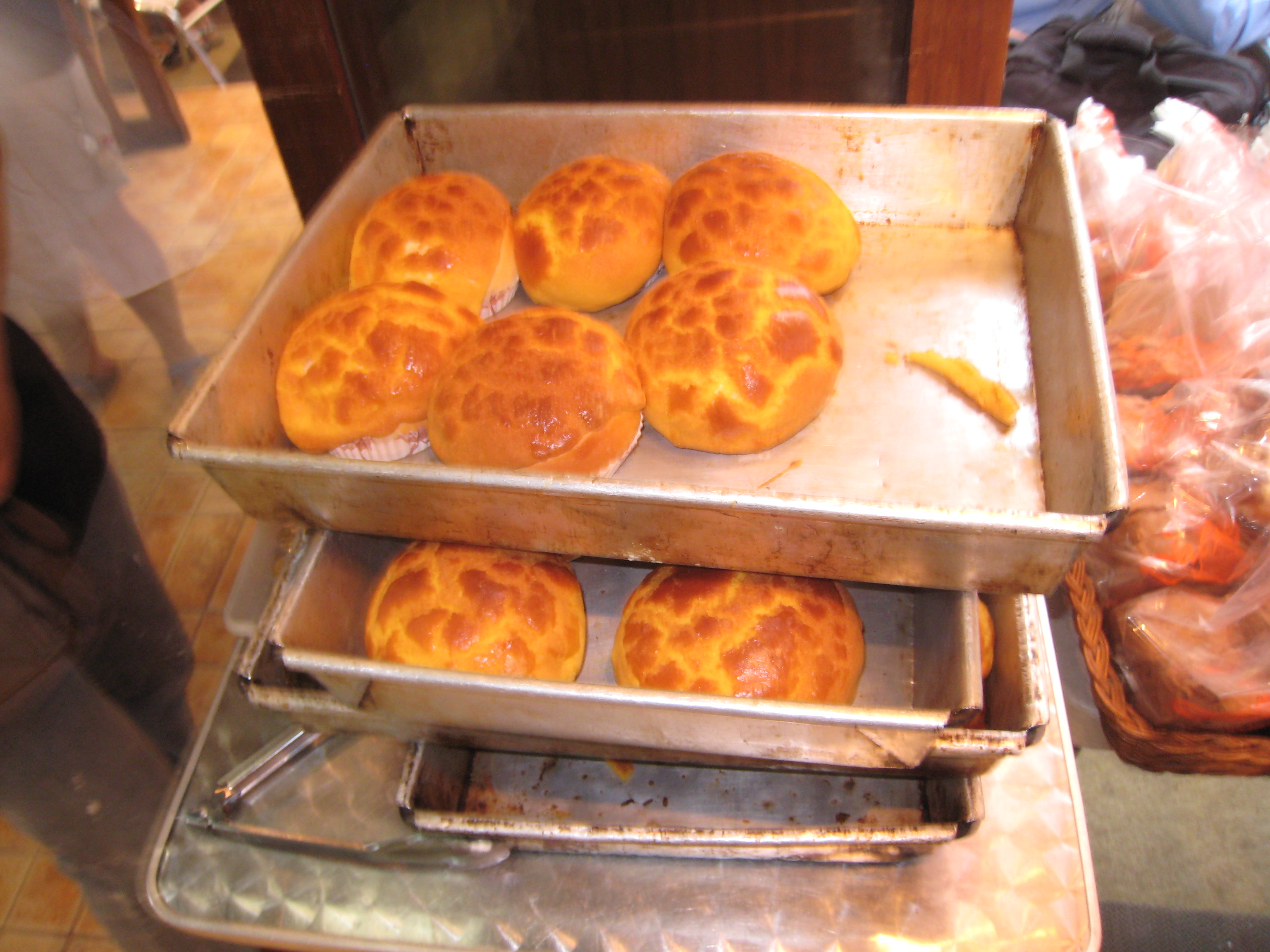
Свежеиспечённые ананасовые булочки

Известно, что булочки такого типа пекут в Гонконге со времён Второй мировой войны (в различных источниках называются даты 1942, 1943, реже — 1946 год). Согласно опубликованным воспоминаниям одного из поваров, первоначально булочки продавались в Гонконге под названием «酥皮包» («булочки с хрустящей корочкой»), но покупатели вскоре прозвали их «ананасовыми».

## Современность
В Гонконге ананасовая булочка рассматривается, как одно из «фирменных» блюд, ассоциирующихся с городом, и в 2014 году было даже официально внесено правительством Гонконга в местный список  нематериального культурного наследия. Поэтому, когда в 2020 году такие булочки стали продавать в Японии под названием «Тайваньская ананасовая булочка», это вызвало критику в СМИ Гонконга. В 2021 году ситуация повторилась.

## Состав
Ананасовую булочку готовят из двух сортов теста. Верхнюю часть — из сухого и рассыпчатого, похожего на тесто для печенья «американер», а нижнюю — из сдобного, очень мягкого, похожего на тесто для бриошей. В тесто обоих сортов добавляют сахар. Ананасовые булочки в классическом варианте не содержат начинки. Их едят на завтрак или же подают к послеобеденному чаю.